# Célestin Eyuma Nasa
 Célestin Eyuma Nasa , né à Bulungu le 29 décembre 1979, est un homme politique de la République démocratique du Congo et député national, élu de la circonscription de Bulungu dans la province du Kwilu,,,.

## Biographie
Célestin Eyuma Nasa est né à Bulungu le 29 décembre 1979, élu député national dans la circonscription électorale de Bulungu dans la province du Kwilu, il est membre du groupement politique AA/a.